# Гетело
Гетело (нем. Getelo) — община в Германии, в земле Нижняя Саксония.
Входит в состав района Графство Бентхайм. Подчиняется управлению Ильзен. Население составляет 671 человек (на 31 декабря 2010 года). Занимает площадь 20,24 км².
Коммуна подразделяется на 2 сельских округа.
| Год  | Население |
| ---- | --------- |
| 1990 | 666       |
| 1995 | 651       |
| 2000 | 657       |
| 2005 | 682       |
| 2010 | 675       |